# Odometa
Odometa ist ein Arrondissement im Departement Plateau in Benin. Es ist eine Verwaltungseinheit, die der Gerichtsbarkeit der Kommune Kétou untersteht.

## Demographie
Gemäß der Volkszählung von 2013 hatte Odometa 14.802 Einwohner, davon waren 7040 männlich und 7762 weiblich.

## Geographie
Das Arrondissement liegt als Teil des Departements Plateau im Südosten des Landes.

## Verwaltung
Odometa setzt sich aus den sieben Dörfern Atanka, Atan-Ochoukpa, Bolorounfè, Igbo-Edè, Kêwi, Odomèta und Oloka zusammen.